# Pelișor (okręg Satu Mare)
Pelișor (węg. Kispeleske) – wieś w Rumunii, w okręgu Satu Mare, w gminie Lazuri. W 2011 roku liczyła 304 mieszkańców. 